# إيبرونيازيد
إيبرونيازيد هو مضاد اكتئاب فهو مثبط أكسيداز أحادي الأمين غير انتقائي لا عكوس ومن مجموعة هيدرازين، اوقف استخدامه من أكثر دول العالم منذ ستينات القرن الماضي لكنه بقي مستخدما في فرنسا حتى وقت قريب.